# Henryk Mazurek
Henryk Mazurek – żołnierz Wojska Polskiego II RP, Oddziału Wydzielonego Rzeki Wisły, pełnił służbę jako dowódca kutra uzbrojonego KU-4 w kampanii wrześniowej 1939.

## Życiorys
Pełnił służbę w Marynarce Wojennej od końca lat dwudziestych. Po ukończeniu kursu szkoły specjalistów morskich w specjalności ster-sygnalista otrzymał przydział do Flotylli Rzecznej Marynarki Wojennej w Pińsku. 1 lipca 1939 w stopniu mata zawodowego objął dowództwo uzbrojonego kutra holowniczego KU-4, na jego pokładzie przeszedł cały szlak bojowy OW „Wisła”. Wyróżniony za walkę 9 września z niemieckimi czołgami pod Włocławkiem, podczas której unieszkodliwił jeden z nich ogniem działka ppanc. 37 mm. Po samozatopieniu jednostki 11 września spieszony oddział marynarzy pod jego dowództwem przebijał się w kierunku Modlina i Warszawy, 18 września po nieudanym ataku na niemieckie pozycje oddział marynarzy przestał istnieć, a mat Mazurek dostał się do niewoli. W lipcu 1940 uciekł z obozu jenieckiego i przedostawszy się na Lubelszczyznę wstąpił w szeregi oddziału partyzanckiego. W sierpniu 1944 został zastępcą dowódcy ds. administracyjno-gospodarczych tworzonego 1 Samodzielnego morskiego batalionu zapasowego, z którym dotarł do Gdańska. Swój szlak bojowy zakończył w stopniu podporucznika marynarki. Za zasługi bojowe został odznaczony Krzyżem Partyzanckim.